# Telenovela
Telenovela – amerykański serial telewizyjny (komedia) wyprodukowany przez Universal Television, UnbeliEVAble Entertainment oraz Typical Bastard Productions. Scenarzystami serialu są Chrissy Pietrosh oraz Jessica Goldstein. Producentami wykonawczymi byli Eva Longoria i Ben Spector. Telenovela zadebiutowała 7 grudnia 2015 roku na kanale NBC po programie The Voice. 13 maja 2016 roku, stacja NBC postanowiła anulować serial po jednym sezonie

## Fabuła
Serial opowiada o życiu i pracy Anie Sofia Calderon, gwiazdy opery mydlanej.

## Obsada

### Główna
- Eva Longoria jako Ana Sofia Calderon[3]
- Jencarlos Canela jako Xavier Castillo[4]
- Amaury Nolasco jako Rodrigo Suarez[5]
- Diana Maria Riva jako Mimi[4]
- Jose Moreno Brooks jako Gael Garnica[6]
- Alex Meneses jako Isabela Santamaria[7]
- Jadyn Douglas jako Roxie Rios
- Izzy Diaz jako Isaac

## Odcinki
| Sezon | Sezon | Odcinki | Oryginalna emisja | Oryginalna emisja | Oryginalna emisja | Oryginalna emisja | Oryginalna emisja |
| Sezon | Sezon | Odcinki | Premiera sezonu   | Finał sezonu      | Premiera sezonu   | Finał sezonu      |                   |
| ----- | ----- | ------- | ----------------- | ----------------- | ----------------- | ----------------- | ----------------- |
|       | 1     | 11      | 7 grudnia 2015    | 22 lutego 2016    | brak danych       | brak danych       |                   |

### Sezon 1 (2016)
| #  | Tytuł               | Reżyseria         | Scenariusz                                          | Premiera         | Premiera |
| -- | ------------------- | ----------------- | --------------------------------------------------- | ---------------- | -------- |
| 1  | Pilot               | Steve Pink        | Chrissy Pietrosh, Jessica Goldstein, Robert Harling | 7 grudnia 2015   |          |
| 2  | Evil Twin           | Reginald Hudlin   | Robert Sudduth                                      | 7 grudnia 2015   |          |
| 3  | Trapped in a Well   | Michael Weaver    | Chrissy Pietrosh, Jessica Goldstein                 | 28 grudnia 2015  |          |
| 4  | The Kiss            | Fred Goss         | Melody Derloshon                                    | 4 stycznia 2016  |          |
| 5  | The Rivals          | Ken Whittingham   | Leila Cohan-Miccio                                  | 11 stycznia 2016 |          |
| 6  | The Hurricane       | Eva Longoria      | Craig Gerard, Matthew Zinman                        | 18 stycznia 2016 |          |
| 7  | The Grand Gesture   | Dylan K. Massin   | Marcos Luevanos                                     | 25 stycznia 2016 |          |
| 8  | Sexual Awakening    | Victor Nelli, Jr. | Dannah Phirman, Danielle Schneider                  | 1 lutego 2016    |          |
| 9  | Split Personalities | David Warren      | Josh Bycel, Jonathan Fener                          | 8 lutego 2016    |          |
| 10 | Caught in the Act   | Fred Goss         | Jameel Saleem                                       | 15 lutego 2016   |          |
| 11 | The Stalker         | Steve Pink        | Chrissy Pietrosh, Jessica Goldstein                 | 22 lutego 2016   |          |

## Produkcja
30 marca 2015 roku, stacja NBC zamówiła pierwszy sezon serialu Telenovela na sezon telewizyjny 2015/2016

 Stacja NBC skróciła liczba odcinków pierwszego sezonu z 13 odcinków na 11